# エンカウンター〜遭遇〜
『エンカウンター〜遭遇〜』（encounter-そうぐう）は作画：木ノ花さくや、原作:小林ユウによる日本の漫画作品。小林ユウは2巻目からの原作参加。『週刊コミックバンチ』（新潮社）第1回「世界漫画愛読者大賞」グランプリ受賞作品。2002年29号から2003年37号まで連載された。
WHO（世界保健機関）の外郭団体である<エンカウンター>は外自然現象の調査のために存在する。<エンカウンター>の一員として主人公は自身のアブダクティーとしての過去の真相を探っていく。

## 登場人物
円丈望（えんじょう のぞむ）
17歳、男子高校生。アブダクトされた後に帯電体質になる。此之花咲夜との連携により強力で調節可能な発電（発雷）が可能になる。
此之花咲夜（このはな さくや）
17歳、女子高校生。生まれつき痛覚を持たない。近しい人間と無自覚で傷を同調させることが出来る。自身を円丈望の対螺旋だという。
山之上億良（やまのうえ おくら）
17歳、男子高校生。アブダクトされた後に異常なまでの可視領域を持つ目を手に入れる。出身地はモンゴルのウランバートルだが日本に来て長いため流暢な関西弁を使う。
三枝（さえぐさ）
男性。<エンカウンター>の局長を務める。
ちひろ & サトリ
男性。二重人格であり“サトリ”の時には超常現象を自在に操ることができる。